# The Yardbirds
The Yardbirds var en britisk rockgruppe, der eksisterede i perioden 1963-1968 og gav et gennembrud for tre store guitarister: Eric Clapton, Jeff Beck og Jimmy Page. Gruppen havde i denne periode varierende besætninger. Således spillede Clapton ikke sammen med de to andre i gruppen, idet han var med fra starten, men gik ud i 1965 og blev erstattet af Beck, mens Page året efter sluttede sig til gruppen.
Gruppen udgav flere albums i 1960'erne og havde flere hits i perioden, herunder For Your Love, Heart Full of Soul, Evil Hearted You og Shapes of Things, der alle nåede top-3 i England.
Efter gruppen gik i opløsning i 1968 reorganiserede Jimmy Page gruppen under navnet The New Yardbirds, der kort efter skiftede navn til Led Zeppelin.
The Yeardbirds medvirker i en sekvens af 1966-filmen Blowup, hvor gruppen spiller nummeret "Stroll On", mens Jeff Beck smadrer sin guitar.
Gruppen har siden 1992 været genetableret med Chris Dreja og Jim McCarty fra den originale besætning og med en række yngre musikere.
The Yardbirds blev i 1992 inkluderet i Rock and Roll Hall of Fame.

## Eksterne links
- The Yardbirds' biografi på Rock and Roll Hall of Fame Arkiveret 30. december 2010 hos  Wayback Machine

- Wikimedia Commons har flere filer relateret til The Yardbirds

| Musikgruppe | Spire Denne artikel om en britisk musikgruppe er en spire som bør udbygges. Du er velkommen til at hjælpe Wikipedia ved at udvide den. |